# Pugmill
O Pugmill ou pug mill é uma máquina em que materiais são simultaneamente misturados e moídos com algum líquido. Aplicações industriais do pugmill são a olaria para cerâmicas, tijolos e algumas partes do concreto e do asfalto em processos de mistura.